# Porsanger
Porsanger, in lingua sami Porsáŋggu e in finlandese Porsangin, è un comune norvegese della contea di Finnmark.